# Boița
Boița (Duits: Ochsendorf, Hongaars: Bojca) is een Roemeense gemeente in het district Sibiu.
Boița telt 1683 inwoners.
De plaats is sinds 2023 verbonden met Sibiu (en de overige grote steden in Transsylvanië) middels de autosnelweg A1. 

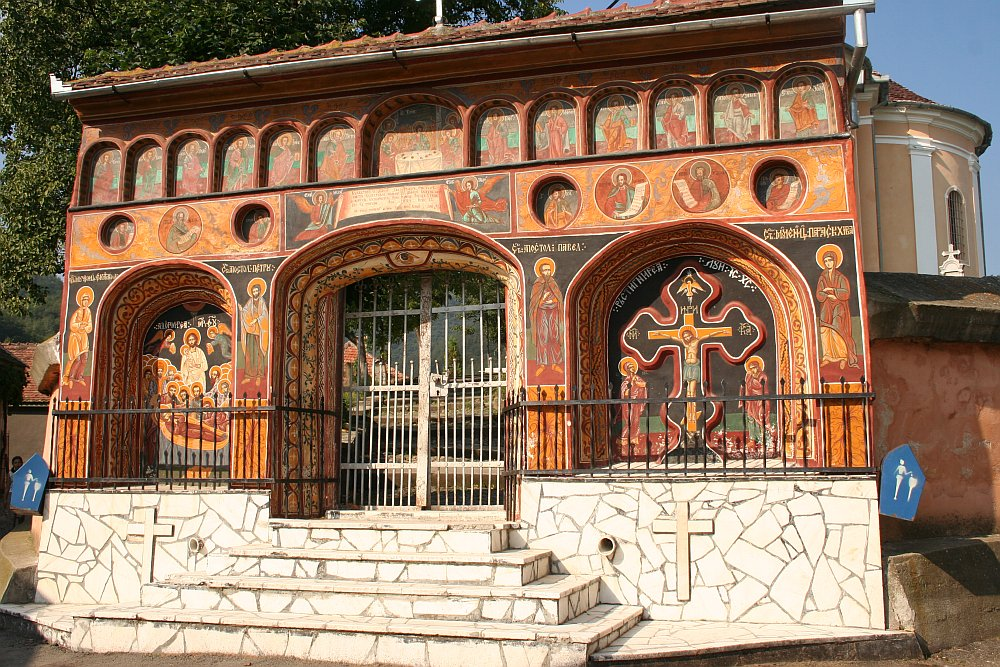
Kerk
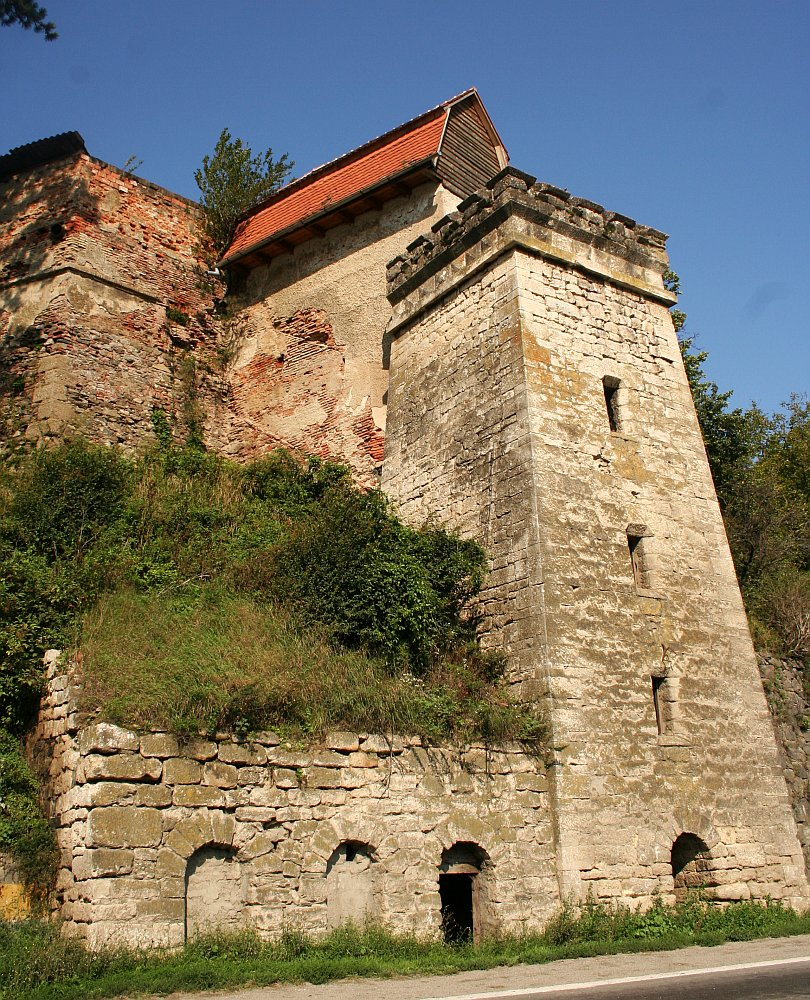
Toren
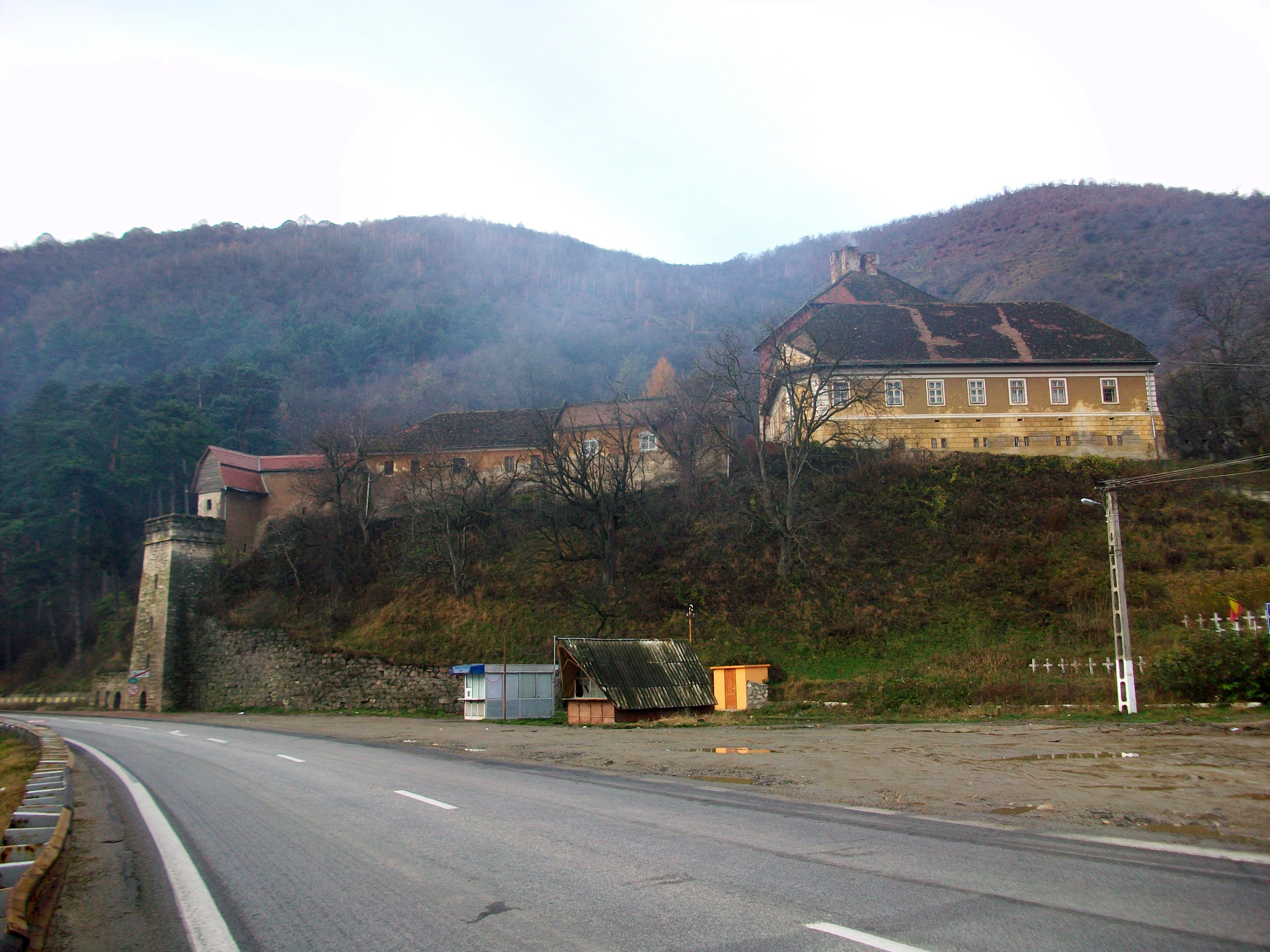
E81 bij Boița